# Campagne des îles de l'Amirauté
Seconde Guerre mondiale, 
Guerre du Pacifique
Batailles
- Rabaul
- 1re Salamaua-Lae
- Mer de Corail
- Piste Kokoda
- Baie de Milne
- Goodenough
- Buna-Gona-Sanananda
- Lilliput
- Merauke

- Wau
- Mer de Bismarck
- I-Go
- 2e Salamaua-Lae
- Chronicle
- Monts Finisterre
- Bougainville
- Bombardement de Wewak
- Péninsule de Huon
- Nouvelle-Bretagne
- Bombardement de Rabaul

- Neutralisation de Rabaul
- Îles de l'Amirauté
- Emirau
- Take Ichi
- Nouvelle-Guinée occidentale

La campagne des îles de l'Amirauté (également connue sous le nom de code opération Brewer) est une série de batailles s'étant déroulée lors de la campagne de Nouvelle-Guinée de la Seconde Guerre mondiale, durant laquelle la 1re division de cavalerie américaine a pris le contrôle des îles de l'Amirauté, alors occupées par les Japonais.
Se basant sur les rapports de la United States Air Force précisant qu'il n'y avait aucun signe d'activité ennemie et que les îles avaient été peut-être évacuées, le général Douglas MacArthur a accéléré son emploi du temps pour la capture des îles et a ordonné une reconnaissance immédiate. La campagne a débuté le 29 février 1944 lorsque les Américains ont débarqué sur Los Negros, la troisième plus grande île du groupe par sa superficie. En utilisant une plage isolée où les Japonais n'avaient pas prévu un assaut, les Alliés ont atteint une surprise tactique mais les îles s'avéraient toutefois loin d'être inoccupées. Une bataille acharnée s'ensuivit pour le contrôle de l'Amirauté.
La victoire des Alliés permit d'isoler l'importante base japonaise de Rabaul qui constituait l'objectif ultime de la campagne de ces derniers de 1942 à 1943.

## Contexte

### Géographie

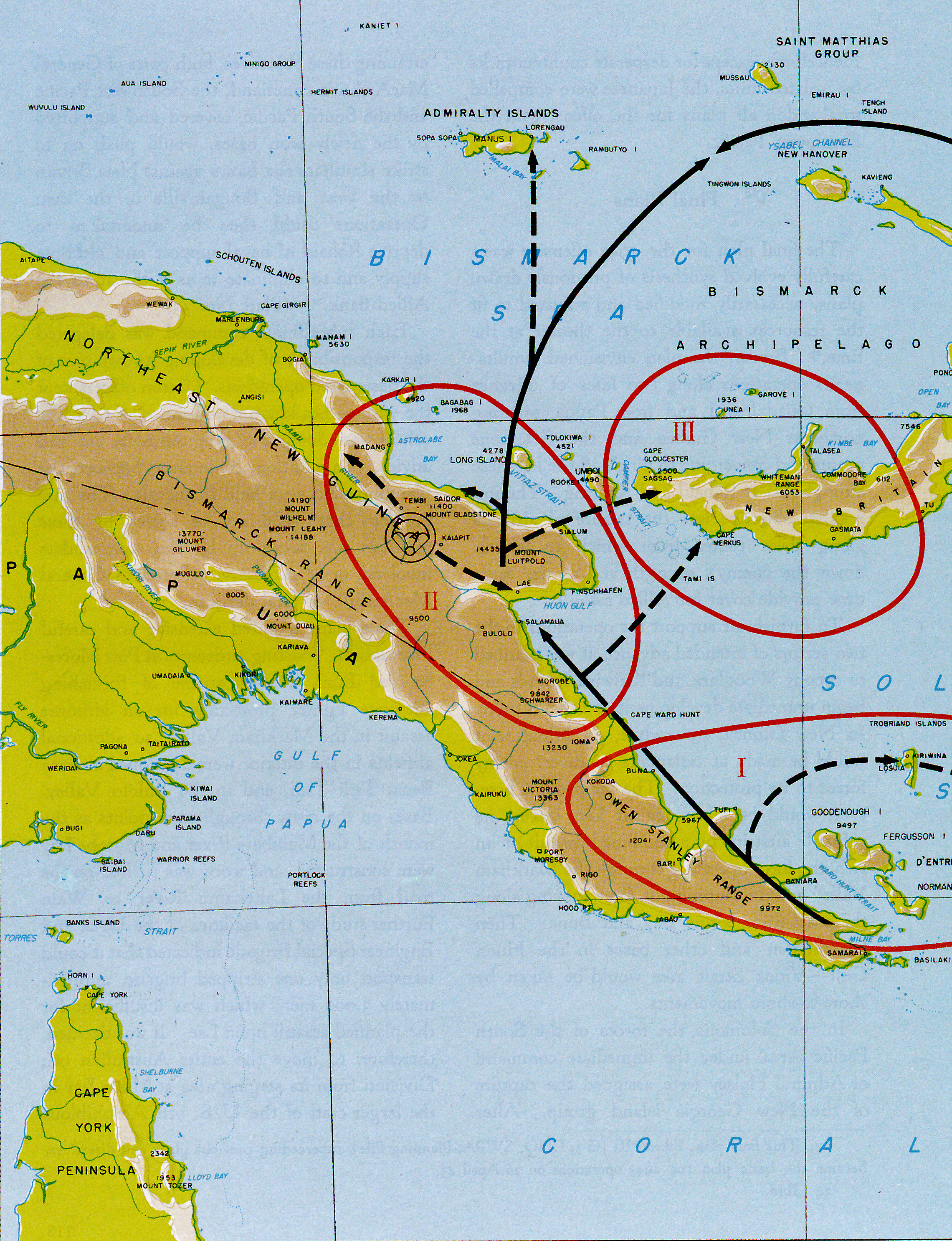
Les îles de l'Amirauté sont au nord de la partie continentale de la Nouvelle-Guinée.

Les îles de l'Amirauté se trouvent à 320 km au nord-est de la partie continentale de la Nouvelle-Guinée et à 580 km à l'ouest de Rabaul, seulement deux degrés au sud de l'équateur.
Le climat est tropical, avec des températures constantes élevées et l'humidité élevée et une pluviométrie annuelle de 3 900 mm. Les orages sont fréquents. De décembre à mai dans le nord-ouest est la saison de la mousson, avec des vents dominants formant cette direction.
La plus grande île du groupe est celle de Manus, qui fait environ 79 km d'est en ouest et 26 km du nord au sud. L'intérieur est montagneux, avec des pics à 910 m et en grande partie recouverte de forêt tropicale épaisse. Los Negros est séparé de Manus par le passage étroit de Loniu.
L'île dispose de deux ports importants : Papitai sur la côte ouest, qui relie le port de Seeadler et Hyane sur la côte est. Les deux sont séparés par une broche de sable de 46 m de large. Les indigènes avaient construit une voie de glissement sur laquelle ils pouvaient faire glisser les canots entre les deux ports. L'entrée principale était constituée par un passage de 2,4 km de large entre les îles Hauwei et les îles Ndrilo. Le port de Seeadler était d'environ 32 km d'est en ouest et de 9,7 km du nord au sud et jusqu'à 37 m de profondeur.

### Préparatifs alliés

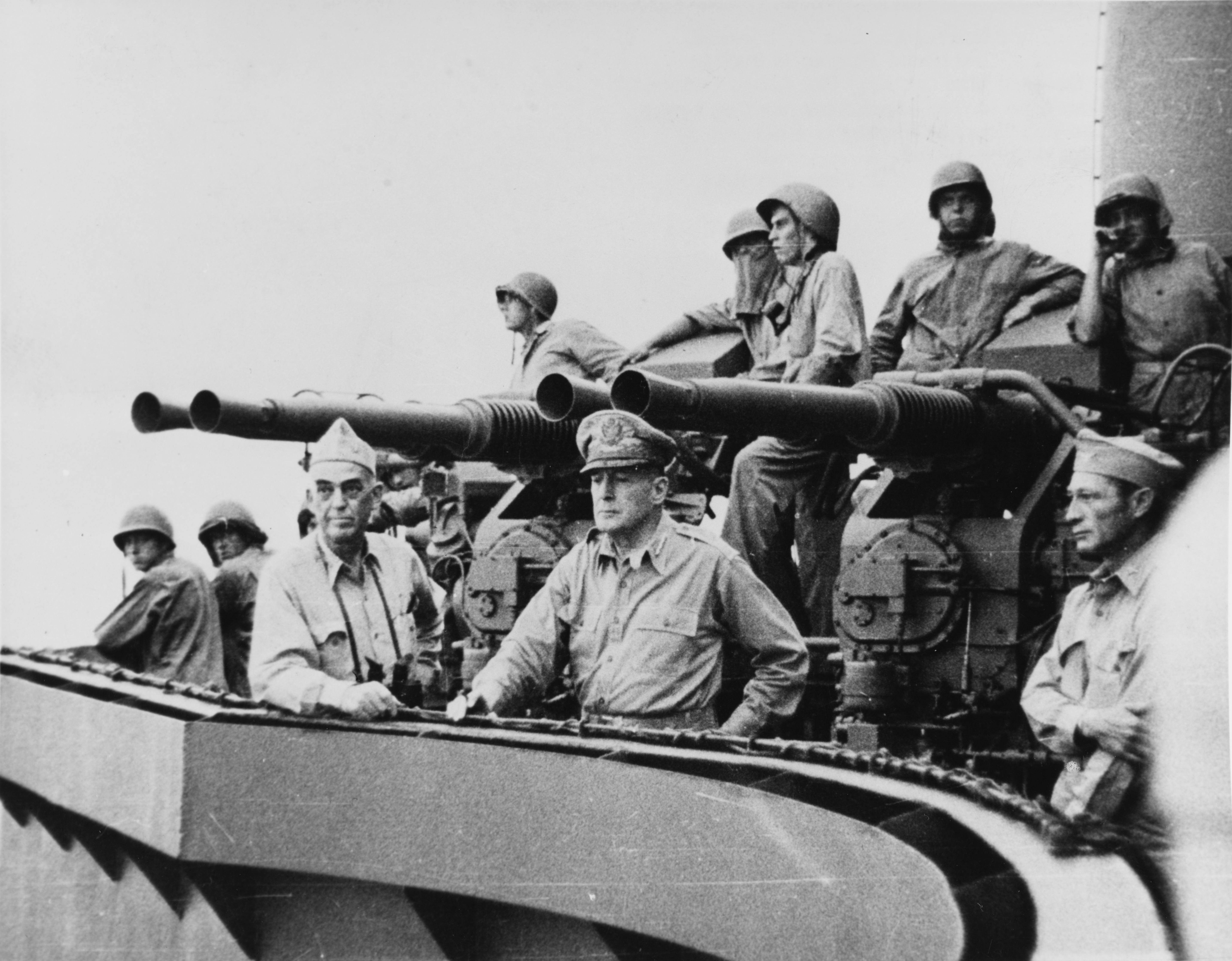
Le vice-amiral Thomas C. Kinkaid (centre gauche) avec le général Douglas MacArthur (au centre) sur le pont du pavillon du l' lors du bombardement de pré-invasion de l'île de Los Negros.

En juillet 1942, le Joint Chiefs of Staff approuve une série d'opérations contre le bastion japonais de Rabaul, qui bloque toute l'avancée des Alliés sur la côte de nord de la Nouvelle-Guinée vers les Philippines et la base navale japonaise de Truk. En accord avec la stratégie globale des Alliés visant à s'assurer une victoire sur le front européen en objectif principal, ces opérations n'ont pas pour but la défaite immédiate de l'empire du Japon mais simplement la réduction de la menace posée par des avions et des navires de guerre japonais basés à Rabaul aux communications aériennes et maritimes entre les États-Unis et l'Australie.
Par accord entre les nations alliées, en mars 1942, le théâtre du Pacifique a été divisé en plusieurs zones, parmi lesquelles la zone du Pacifique Sud-Ouest, sous commandement du général Douglas MacArthur, et les zones de l'océan Pacifique, sous le contrôle de l'amiral Chester Nimitz. Rabaul est tombé dans la zone de MacArthur mais les opérations initiales dans le sud des îles Salomon est transféré sous le commandement de Nimitz. La réaction japonaise est plus violente que prévu et plusieurs mois passent avant que les Alliés n'obtiennent une victoire à Guadalcanal. Pendant ce temps, les forces du général MacArthur, principalement australiennes, repoussent une série d'offensives japonaise en Papouasie, dont lors des batailles de Milne et de Wau.
Lors de la conférence militaire du Pacifique en mars 1943, le Joint Chiefs of Staff approuve la dernière version du plan du général MacArthur pour une offensive sur Rabaul. En raison d'une pénurie de matériels, particulièrement de bombardiers lourds, la dernière étape du plan, la capture de Rabaul en elle-même, a été reportée jusqu'en 1944.
En juillet 1943, le Joint Chiefs envisage de neutraliser et de contourner l'avant-poste japonais mais la United States Navy aurait encore besoin d'une base plus avancée pour sa flotte. Les îles de l'Amirauté pourraient alors servir à cette fin car elles contenaient des zones plates pour les pistes d'atterrissage, de l'espace pour les installations militaires et le port de Seeadler était suffisamment grand pour accueillir une force opérationnelle navale. Le 6 août 1943, le Joint Chiefs of Staff adopte un plan qui prévoit une neutralisation plutôt qu'une capture de Rabaul et qui prévoit l'invasion des îles de l'Amirauté pour le 1er juin 1944.
Tout au long de janvier 1944, des aéronefs de la United States Air Force et de la Royal Australian Air Force basés dans îles Salomon et sur Kiriwina ont conduit une offensive aérienne soutenue contre Rabaul. Sous cette pression constante et implacable, la défense aérienne japonaise a commencé à faiblir, ce qui permit de procéder à un parachutage le 15 janvier dans les îles Green, qui se situent à un peu plus de 160 km de Rabaul. Les 16 et 17 février, la Task Force 38 de la United States Pacific Fleet attaque la principale base japonaise à Truk. La plupart des avions japonais de Rabaul sont alors rappelés pour défendre la base le 19 février. Pendant ce temps, le 13 février, le général MacArthur émet des ordres pour l'invasion des îles de l'Amirauté, le nom de code Opération Brewer qui est à présent prévue pour le 1er avril.
Les forces affectées comprenaient principalement la 1re division de cavalerie ainsi que l'escadre no 73 de la Royal Australian Air Force, fournissant un appui aérien rapproché. S'ajoutaient également le 592e régiment d'embarcation et de shore, le 1er bataillon amphibie tracté et des marins appartenant aux Seabee, formant un total de 45 000 hommes.

Le 23 février 1944, trois bombardiers B-25 Mitchell de la 5th USAAF survolent à basse altitude Los Negros et constatent qu'il n'y a aucun signe d'activité ennemie et que les îles ont peut-être été évacuées. Le lieutenant-général George Kenney, commandant des forces aériennes alliées dans la région Pacifique Sud-Ouest propose à MacArthur de porter un coup décisif sur les îles. Selon ce dernier, dans l'un de ses rapports : 

« Le général a écouté pendant un moment, déambulé de-ci de-là comme je continuais à parler, fait un signe de tête de temps à autre, puis soudain s'arrêta et dit : Cela va mettre le bouchon sur la bouteille. »

## Déroulement de la campagne

### Missions de reconnaissance alliées
Les ordres sont donnés le 24 février à un escadron renforcé de la 1re division de cavalerie pour effectuer une mission de reconnaissance en cinq jours. Si les îles de l'Amirauté ont effectivement été évacuées, elles seraient alors occupées. Si l'ennemi étaient puissant, alors la force pourrait être retirée. Le général MacArthur et le vice-amiral Thomas Kinkaid, le commandant des Forces navales alliées dans la région Pacifique Sud-Ouest, seraient à portée de main pour prendre la décision d'attaquer mais auraient sinon délégué le commandement à l'amiral William Fechteler, le commandement du Groupe amphibie 8 (Amphibous Group 8) de l'arrière-force du VII Amphibious Force sous commandement de l'amiral Daniel Barbey. Pour les accueillir, le croiseur léger USS Phoenix a eu l'ordre de prendre le cap. À l'époque, il se trouvait alors à Brisbane, avec plus de 300 membres de son équipe en permission. Afin de les prendre par surprise et d'atteindre les îles de l'Amirauté en cinq jours seulement, des High Speed Transports (APD) étaient nécessaires, les Landing Ship Tank étant bien trop lents pour parcourir la distance requise en quelques jours. Seulement trois APD étaient alors disponibles : le USS Brooks, Humpreys et Sands. Chacun pouvait accueillir jusqu'à 170 hommes. Les troupes restantes sont transportées sur les neuf destroyers : USS Bush, Drayton, Flusser, USS Mahan, Reid, Smith, Stevenson, Stockton et Welles. Au total, 1 026 hommes feront partie de la mission de reconnaissance.
Cette force était commandée par le brigadier général William Chasse, commandant de la 1re division de cavalerie. Elle comprenait également trois compagnies de fusiliers et les mitrailleurs du 2e escadron du 5e régiment de cavalerie, un peloton du 99e bataillon d'artillerie de campagne avec deux obusiers de 75 mm, le 673e Anti-Aircraft Machine Gun Battery (Airborne) et 29 Australiens de la Australian New Guinea Administrative Unit, qui devaient aider à la collecte de renseignements et de négocier avec la population indigène des îles, soit 13 000 personnes.

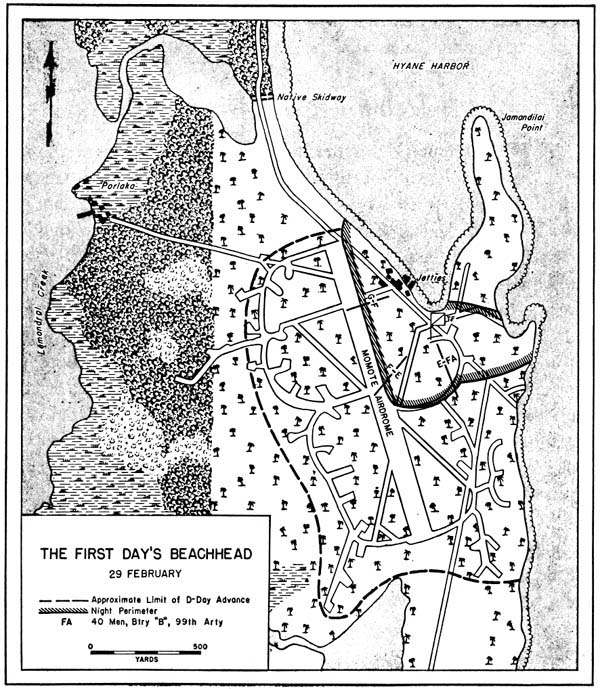
La première tête de pont alliée sur Los Negros le 29 février 1944.

Une fois les îles capturées, une force de suivi avec le reste du 5e régiment de cavalerie, du 99e bataillon d'artillerie de campagne et du 40e bataillon de construction navale prendraient le cap sur des Landing Ship Tank à partir de Finschafen pour les îles de l'Amirauté. Au personnel de camp qui se disait préoccupé par l'attribution d'une mission aussi dangereuse pour une unité sans expérience du combat, le général MacArthur rappelle comment le 5e régiment de cavalerie avait combattu aux côtés des troupes de son père dans la campagne contre Geronimo. « Ils se battaient », dit-il, alors « ils vont se battre maintenant. »
Le major-général Charles Willoughby des services de renseignement G-2 n'était toutefois pas en accord avec les rapports des aviateurs qui affirmaient que les îles étaient inoccupées. S'appuyant sur le Ultra et le Allied Intelligence Bureau 3 000 soldats japonais seraient présents selon une estimation le 13 février.
Le 24 février, l'estimation est revue à la hausse, 4 000 soldats. Les renseignements attribuaient alors l'absence de tirs anti-aériens à la situation logistique japonaise, croyant qu'il s'agissait d'une mesure pour conserver des munitions. Le lieutenant-général Walter Krueger, commandant de la 6e armée américaine a rappelé plus tard que personne n'avait cru à son quartier-général que les îles étaient inoccupées. Ce dernier dirigeait une compagne de six hommes des Alamo Scouts, débarqués sur la côte sud de Los Negros le 27 février sous couverture d'un raid aérien. Les éclaireurs ont rapporté que la côte sud était « pleine de Japs ».

### Défenses japonaises
C'est la 8e armée régionale qui assure la défense des îles de l'Amirauté. Son quartier-général est à Rabaul et elle est dirigée par le général Hitoshi Imamura. En septembre 1943, face à l'incapacité à stopper la progression alliée en Nouvelle-Guinée et dans les Îles Salomon, le quartier-général de l'armée impériale décide de resserrer le périmètre défensif au sud et au centre du Pacifique sur une nouvelle ligne, allant de la mer de Banda aux îles Carolines. Le général Imamura doit en tenir une partie, incluant les îles de l'Amirauté, jusqu'à ce que l'armée et la marine japonaises soient en mesure de lancer une contre-attaque décisive. Les îles de l'Amirauté occupent une position stratégique. Si les Alliés venaient à s'en emparer, ils pourraient alors s'en servir comme base avancée pour bombarder l'île de Truk, véritable bastion japonais. Imamura a jusqu'au milieu de l'année 1944 pour consolider ses défenses, ce qui suggère que l'état-major nippon n'imagine pas une attaque ennemie d'ici là. En avril 1944, la principale unité militaire présente dans l'archipel est le 51e régiment de transport, débarqué à Los Negros.
Imamura demande à plusieurs reprises des renforts. En octobre 1943, il requiert l'envoi d'une division d'infanterie mais aucune n'est disponible. Il tente aussi d'obtenir la mise à disposition du 66e régiment, basé aux Palaos où il se reconstitue, mais là encore sans réussite. Enfin, la marine impériale rejette l'idée d'envoyer sur les îles de l'Amirauté une force spéciale de débarquement. Seul le 66e régiment est prévu en soutien en janvier 1944, à la suite des débarquements alliés à Arawe et Saidor à partir de la mi-décembre. Cependant, le déploiement de l'unité est annulé après qu'un transport de troupes est coulé par l'USS Whale avec de lourdes pertes le 16 janvier. Imamura ordonne alors à la 38e division de déployer un bataillon dans l'archipel, en l'occurrence le 2e bataillon du 1er régiment mixte indépendant, qui arrive les 24 et 25 janvier. Une tentative ultérieure d'y débarquer un bataillon d'infanterie et un bataillon d'artillerie est mise en échec par des attaques aériennes et navales des Alliés. Néanmoins, 530 soldats du 1er bataillon du 229e régiment d'infanterie parviennent à terre la nuit du 2 février.

## Bataille de Los Negros

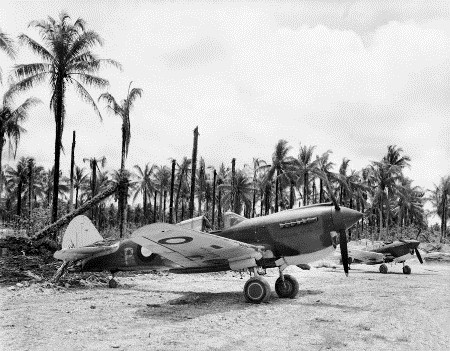
L'intervention de la Royal Australian Air Force s'avéra cruciale pour la prise des îles de l'Amirauté. Ici deux Kittyhawk australiens sur l'aérodrome de Momote sur Los Negros le 8 mars 1944.

La campagne débute le 29 février 1944 lorsque les Américains débarquent sur Los Negros, la troisième plus grande île du groupe par sa superficie.

### Débarquement
Le site du débarquement est une petite plage sur la rive sud de Hyane Harbour, près de l'aérodrome de Momote. Si celui-ci peut rapidement être pris, il est environné de marais et l'entrée du port ne fait que sept cent mètres de large. Cependant, l'audace paie car les Japonais n'ont pas anticipé un débarquement à cet endroit et le gros de leurs troupes se situe près des plages de Seeadler Harbour, de l'autre côté de l'île. Le 29 février 1944, la météo est bouchée et tout soutien aérien est compromis. Seuls trois B-24 Liberator et neuf B-25 touchent leur cible. En contrepartie, le bombardement naval est étendu de quinze minutes. Chaque barge de débarquement transporte ensuite 37 hommes.
La première vague débarque à 8h17 et ne rencontre aucune opposition. Néanmoins, dès la fin du bombardement, les Japonais sortent de leurs abris et font feu de leurs mitrailleuses et de leurs canons. L'intensité des tirs est telle que la deuxième vague doit rebrousser chemin, le temps que les destroyers ne neutralisent les défenses nippones. Pour autant, les troisième et quatrième vagues sont aussi prises sous le feu ennemi.
Sur les douze barges, quatre sont endommagées et, si trois sont rapidement réparées, elles ne peuvent être utilisées dans l'immédiat. En dernier ressort, l'un des transports de troupes peut directement s'aventurer dans le port pour débarquer les hommes sur une jetée mais l'opération serait des plus risquées. Durant quatre heures, les barges de débarquement continuent leurs allers et retours, en partie grâce à la pluie qui réduit la visibilité et rend les tirs ennemis plus imprécis. Les opérations se terminent vers 13 heures et la marine américaine compte des pertes limitées, avec deux morts et trois blessés.
A terre, l'infanterie progresse vite et s'empare de la piste d'atterrissage. Les Japonais tentent bien de s'opposer mais les Américains continuent de débarquer des canons antiaériens, des munitions et ils commencent à organiser des patrouilles. A 16 heures, le général MacArthur et l'amiral Kinkaid débarquent à leur tour et inspectent les lieux, en dépit de la présence sporadique de snipers. Le général Chase reçoit l'ordre de tenir ses positions avant l'arrivée de renforts. Dans le même temps, l'amiral Fechteler commence à prendre le large après avoir réalisé l'ensemble de ses missions de débarquement et de bombardement. Seuls les destroyers Bush et Stockton restent en soutien.

### Combats autour de la tête de pont
Sur l'île, Chase regroupe ses troupes dans un étroit périmètre. Dénué de barbelés, l'ensemble de la zone doit être rigoureusement surveillé. Si le sol à base de corail dur est idéal pour un aérodrome, il ne facilite pas le creusement de tranchées. Durant la nuit, des groupes de Japonais tentent de pénétrer les défenses américaines et un parachutage de munitions est demandé. Plusieurs avions profitent d'une accalmie météo pour y procéder à 8h30, avec succès. Les quelques cargaisons qui atterrissent en-dehors du périmètre sont rapidement récupérées.
A 16 heures, une patrouille japonaise parvient à rentrer dans le périmètre alors même que la nuit n'est pas encore tombée. Arrivée à une trentaine de mètres du quartier-général, un sniper commence à faire feu sur la position du général Chase. Immédiatement, les Américains ripostent et trois Japonais se font sauter à l'aide de grenades, tandis qu'un dernier se fait seppuku avec son sabre. A 17 heures, les Japonais tentent une autre incursion mais sont facilement repoussés.
Le lendemain, les renforts arrivent, sous la forme de six bâtiments de débarquement (Landing Ship Tank (LST)), comprenant chacun un Landing Craft Mechanized, escortés par les destroyers USS Mullany, USS Ammen et HMAS Warramunga, ainsi que les destroyers dragueurs de mines USS Hamilton et USS Long. Les LST pénètrent dans Hyane Harbour pour y débarquer les hommes et le matériel sous des tirs de mortiers. Le débarquement dure sept heures. Etant donné l'importance du matériel arrivé à terre, le général Chase donne l'ordre d'étendre le périmètre et un soutien aérien est requis. Des B-25 du 345e groupe de bombardiers sont interceptés par quinze chasseurs japonais qui sont repoussés par les huit P-47 Thunderbolt de l'escorte. Huit avions japonais auraient été détruits dans l'affrontement. Néanmoins, les bombardements touchent pour partie le périmètre tenu par les Américains et deux d'entre eux sont tués et quatre blessés. A 15 heures, deux escadrons du 5e de cavalerie passent à l'attaque et atteignent tous leurs objectifs. Dans le même temps, le 40e bataillon naval du génie qui a débarqué pour aménager la piste d'atterrissage de Momote est en fait contraint de participer à la défense de la tête de pont et à des opérations de destruction de fortifications japonaises. Six tranchées sont aussi creusées par un bulldozer pour y accueillir dix hommes chacune. Enfin, les revêtements de la piste d'atterrissage sont utilisés pour établir de solides nids de mitrailleuses.

## Conséquences
Une importante base aérienne et navale fut construite sur les îles de l'Amirauté, qui sont devenues, à partir de 1944, une base d'opérations essentielle lors des campagnes de la guerre du Pacifique, en particulier en vue de libérer les Philippines. Après avoir isolé l'armée impériale japonaise en Nouvelle-Guinée, et remporté de nombreuses victoires, aux îles Mariannes ou à Peleliu, les Alliés se rapprocheront en effet de plus en plus du sol japonais. Pour les Japonais, la perte des Amirauté signifiait la perte de leur avant-poste en Asie du Sud-Est.
En 1950-1951, cinq ans après la fin de la guerre, les derniers criminels de guerre japonais sur l'île de Manus sont jugés par le gouvernement australien.
Le transfert de souveraineté des îles de l'Amirauté à la Papouasie-Nouvelle-Guinée aura lieu en 1975.